# 約翰·魯卡
約翰·魯卡（英語：John Ruuka，1995年8月13日—）是吉里巴斯田徑運動員，專攻短跑。他參加2016年夏季奧林匹克運動會田徑比賽100公尺項目，於預賽以11.65的排名第6未能晉級決賽。

## 外部連結
- 約翰·魯卡在的頁面